# Pseudocalyx pasquierorum
Pseudocalyx pasquierorum är en akantusväxtart som beskrevs av F.J. Breteler. Pseudocalyx pasquierorum ingår i släktet Pseudocalyx och familjen akantusväxter. Inga underarter finns listade i Catalogue of Life.